# NGC 493
NGC 493 је спирална галаксија у сазвежђу Кит која се налази на NGC листи објеката дубоког неба.
Деклинација објекта је + 0° 56' 47" а ректасцензија 1h 22m 9,2s. Привидна величина (магнитуда) објекта NGC 493 износи 12,2 а фотографска магнитуда 12,9. Налази се на удаљености од 27,785 милиона парсека од Сунца. NGC 493 је још познат и под ознакама UGC 914, MCG 0-4-99, CGCG 385-84, UM 318, IRAS 01195+0041, PGC 4979.